# Отаџбина (политички покрет)
Народни покрет Срба са Косова и Метохије „Отаџбина”, познат као Отаџбина, је политичка организација у Србији која представља  интерес Срба са Косова и Метохије. Предводи је бивши председник општине Зубин Поток и истакнута личност у заједници косовско-метохијских Срба, Славиша Ристић.
Жестоко је критиковала Српску листу. Бори се за суверенитет Србије над Косовом и Метохијом.

## Историја
Отаџбину су 19. јануара 2017. године у Косовској Митровици основали бивши одборници странака Демократске странке, Српске напредне странке и Социјалистичке партије Србије са Косова и Метохије. Први председник организације био је Александар Васић. За председника је 2018. године изабран Славиша Ристић.
Организација је од 2018. године била део Савеза за Србију, највећег опозиционог савеза у Србији. Критиковала је Српску листу због учешћа на изборима на Косову и уласка у Владу Косова. Бојкотовала је парламентарне изборе на Косову 2019. јер тврди да учешће на овим изборима крши Устав Србије и позвала је на бојкот парламентарних избора у Србији 2020.
Подржала је председничког кандидата Здравка Поноша и коалицију Уједињени за победу Србије (УЗПС) на општим изборима у Србији 2022.

## Резултати на изборима

### Парламентарни избори
| Година | Вођа           | Гласови       | % од важећих  | Мандати     | Промена     | Коалиција | Статус           |
| ------ | -------------- | ------------- | ------------- | ----------- | ----------- | --------- | ---------------- |
| 2020.  | Славиша Ристић | бојкот избора | бојкот избора | 0 / 250     | 1           | СзС       | ванпарламентарна |
| 2022.  | Славиша Ристић | 520.469       | 14,09%        | 1 / 250     | 1           | УЗПС      | опозиција        |
| 2023.  | Славиша Ристић | предстојећи   | предстојећи   | предстојећи | предстојећи | СПН       | Н/Д              |

| Година | Вођа           | Гласови | % од важећих | Мандати | Промена | Коалиција | Статус           |
| ------ | -------------- | ------- | ------------ | ------- | ------- | --------- | ---------------- |
| 2020   | Славиша Ристић | 133.261 | 32,55%       | 0 / 81  | 1       | ЗБЦГ      | ванпарламентарна |

| Година | Вођа           | Гласови       | % од важећих  | Укупно мандати | Мандати за Србе | Промена | Статус           |
| ------ | -------------- | ------------- | ------------- | -------------- | --------------- | ------- | ---------------- |
| 2019.  | Славиша Ристић | бојкот избора | бојкот избора | 0 / 120        | 0 / 10          | 0       | ванпарламентарна |
| 2021.  | Славиша Ристић | бојкот избора | бојкот избора | 0 / 120        | 0 / 10          | 0       | ванпарламентарна |